# Has (gemeente)
Has  is een gemeente (bashki) in de Albanese prefectuur Kukës. De gemeente is in 2015 gevormd door de fusie van de gemeenten Fajzë, Gjinaj, Golaj en Krumë, die in 2011 gezamenlijk 16.790 inwoners hadden. Krumë werd de hoofdplaats van de fusiegemeente.

## Geografie

### Bestuurlijke indeling
Administratieve componenten (njësitë administrative përbërëse) na de gemeentelijke herinrichting van 2015 (inwoners tijdens de census 2011 tussen haakjes):
Fajza (3491) • Gjinaj (1106) • Golaj (6187) • Krumë (6006).
De gemeente wordt verder ingedeeld in 30 plaatsen: Bardhaj, Brenogë, Cahan, Dobrunë, Domaj, Fajza, Gajrep, Gjinaj, Golaj, Helshan, Kishaj, Kosturr, Krumë, Krumë Fshat, Letaj, Likeni i Kuq, Metaliaj, Mujaj-Dajç, Myç-Has, Nikoliq, Peraj, Perollaj, Pogaj, Pusi i Thatë, Qarr, Tregtan, Vlahen, Vranisht, Zahrisht, Zgjeç.

## Bevolking

#### Religie
De religieuze bevolking van Has bestaat nagenoeg uitsluitend uit (soennitische) moslims, variërend van 76% in Fajza tot 96% in Gjinaj. De rest van de bevolking heeft geen religie.
| Plaats | Bevolking (2011) | Islam (%)       | Katholiek (%) | Orthodox (%) | Bektashisme (%) |
| ------ | ---------------- | --------------- | ------------- | ------------ | --------------- |
| Fajza  | 3.491            | 2.653 (75,99%)  | - (-)         | - (-)        | - (-)           |
| Gjinaj | 1.106            | 1.061 (95,93%)  | 9 (0,09%)     | - (-)        | - (-)           |
| Golaj  | 6.187            | 5.487 (88,38%)  | 2 (0,03%)     | - (-)        | - (-)           |
| Krumë  | 6.006            | 4.749 (79,07%)  | 7 (0,12%)     | - (-)        | - (-)           |
| Has    | 16.790           | 13.950 (83,09%) | 18 (0,11%)    | - (-)        | - (-)           |

Belsh · Berat · Bulqizë · Cërrik · Delvinë · Devoll · Dibër · Dimal · Divjakë · Dropull · Durrës · Elbasan · Fier · Finiq · Fushë-Arrëz · Gjirokastër · Gramsh · Has · Himarë · Kamëz · Kavajë · Këlcyrë · Klos · Kolonjë · Konispol · Korçë · Krujë · Kuçovë  · Kukës · Kurbin · Lezhë · Libohovë · Librazhd · Lushnjë · Malësi e Madhe · Maliq · Mallakastër · Mat · Memaliaj · Mirditë · Patos · Peqin  · Përmet · Pogradec · Poliçan · Prrenjas · Pukë · Pustec · Roskovec · Rrogozhinë · Sarandë · Selenicë · Shijak · Shkodër · Skrapar · Tepelenë · Tirana · Tropojë · Vau i Dejës · Vlorë · Vorë

Deelgemeenten · Gemeenten · Prefecturen